# هشام‌الدین حسین
هشام‌الدین حسین (انگلیسی: Hishammuddin Hussein؛ زادهٔ ۵ اوت ۱۹۶۱) سیاست‌مدار اهل مالزی است، که هم‌اکنون به‌عنوان وزیر دفاع مالزی فعالیت می‌کند.